# Андроник III Палеолог
Андро́ник III Палеоло́г (1296 — 15 июня 1341) — византийский император с 1328 года. Был третьим правителем Византии из династии Палеологов, сыном Михаила IX Палеолога и внуком Андроника II Палеолога.
В ходе гражданской войны со своим дедом смог после семилетней борьбы захватить византийский престол. Во время своего 13-летнего правления захватил Эпир и Фессалию, а также некоторые острова в Эгейском море. Однако при нём также произошло отпадение от империи почти всей Вифинии и северной Македонии.

## Биография

### Ранние годы
Андроник родился в 1296 году в Константинополе, его отцом был византийский император Михаил IX Палеолог, а матерью армянская царевна Рита II. По описанию некоторых современников тех времён, он имел красивую наружность, развитые душевные качества, за которые он получил огромную любовь со стороны своего деда Андроника II Палеолога. Сохранились сведения, что юный Андроник брал в долг деньги у генуэзцев Галаты, поскольку был поклонником псовой охоты и тратил на данное развлечение большие деньги. Несмотря на это Андроник II всё равно сильно любил своего внука.

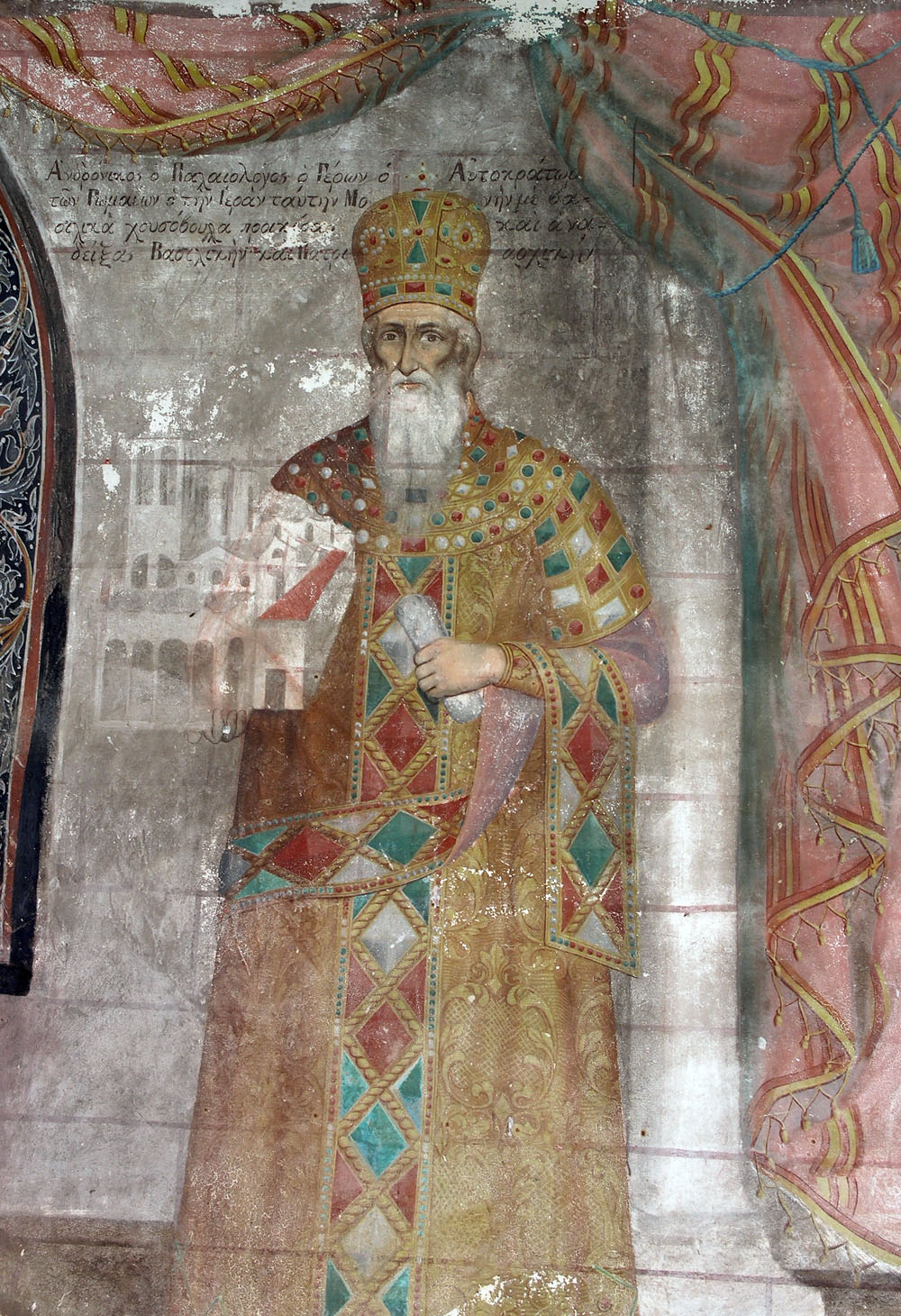
Фреска с изображением Андроника II
Монастырь святого Иоанна Крестителя, Серре, Греция

Андроник III посещал одну девушку, но узнав о наличии у неё другого поклонника, решил его наказать. Для его поимки, он нанял наёмников, которые по ошибке убили проезжавшего мимо дома девушки родного брата Андроника Мануила. Михаил IX, тяжело переживавший смерть сына, через несколько месяцев скончался (ум. 12 октября 1320 года). После этого Андроник II решил лишить внука прав на престол. Дальнейшие действия двух Андроников вылились в гражданскую войну.

### Борьба за власть

#### Подготовка к войне
Первым действовать начал Андроник II. Он приблизил к себе незаконного отпрыска, своего второго сына Константина, некоего Кафара. Собрав своих придворных, он потребовал от них, чтобы они принесли клятву верности ему и его наследнику. Но само имя наследника он не назвал. Этот поступок Андроника II серьёзно взволновал Андроника Младшего. Кроме того, Андроник Старший решил устроить слежку за внуком. Для этого он выпустил из тюрьмы Сиргианна Палеолога, которого осенью 1320 года сам заключил в тюрьму. Тот же вместо того, чтобы следить за Андроником Младшим, раскрыл ему замыслы деда последнего. В результате сторонники Андроника ІІІ начали активно действовать. Первым делом могущественные сторонники царевича Иоанн Кантакузин и Сиргианн приобрели себе наместничества во Фракии. К заговору присоединился наместник западной Македонии Феодор Синадин и доместик запада Алексей Апокавк. Вся зима 1320-1321 годов прошла в стягивании войск Андроника Младшего к Адрианополю.

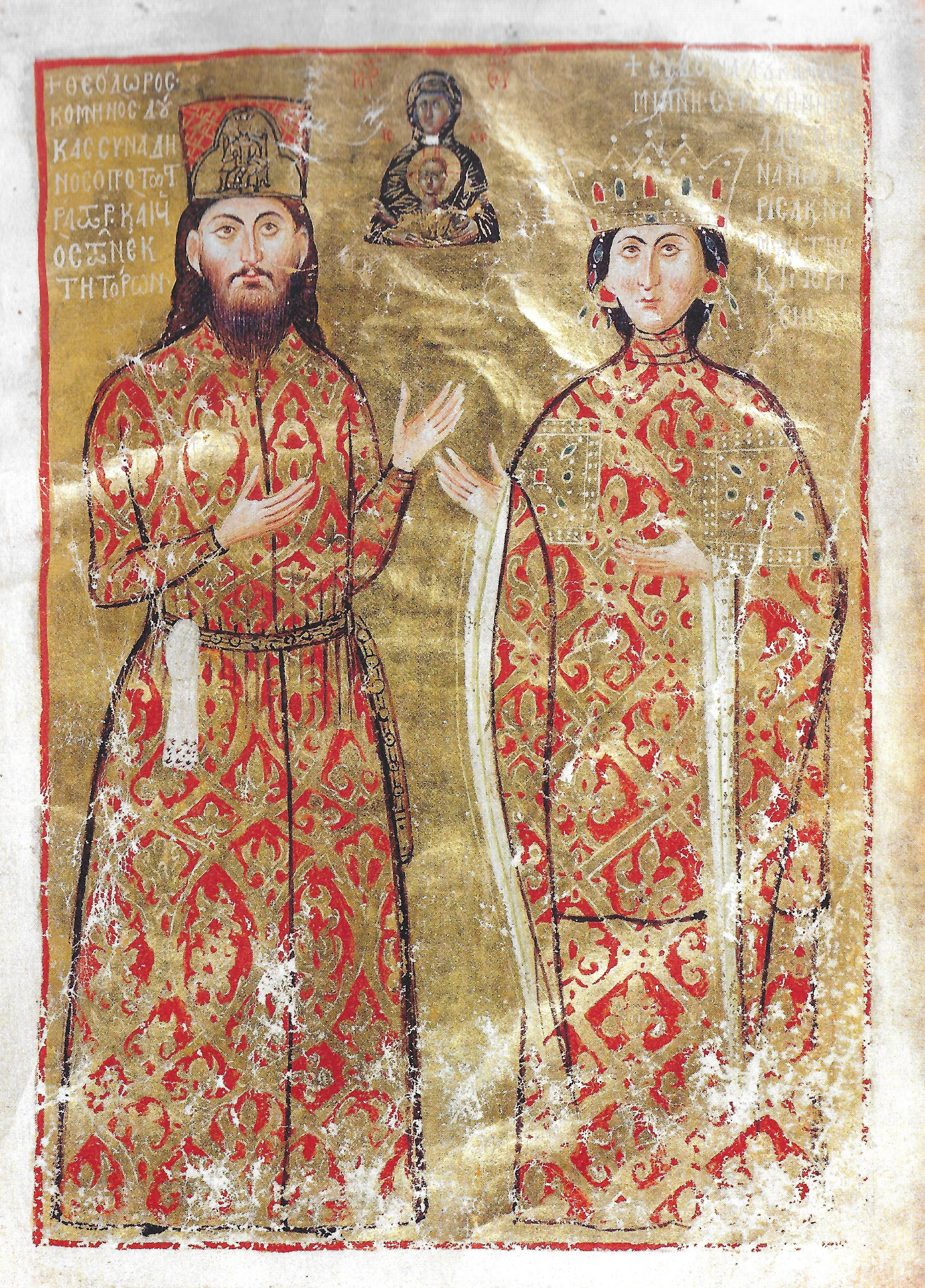
Феодор Синадин

Андроник II же ничего не знал об этих приготовлениях, но сам собирался активно действовать. Опираясь на столичную партию под началом Феодора Метохита и Никифора Хумна, он хотел вызвать своего внука на заседание сената, а там объявить его изменником и отправить в тюрьму. Но получилось же иначе. Андроник Младший получил сведения об этом, а потому приказал своим сторонникам под началом Феодора Синадина и Иоанна Кантакузина окружить дворец. Однако же Андроник II получил сведения, что его дворец окружён людьми своего внука, и он вместо запланированных обвинений примирился с внуком. Но когда он выслал из столицы большинство сторонников юного Андроника, дед решил схватить его и отправить в тюрьму. Но Андроник получил данные сведения от патриарха и на Пасху 1321 года под предлогом охоты бежал к Адрианополю, где его ждала собранная армия. С этого момента началась гражданская война.

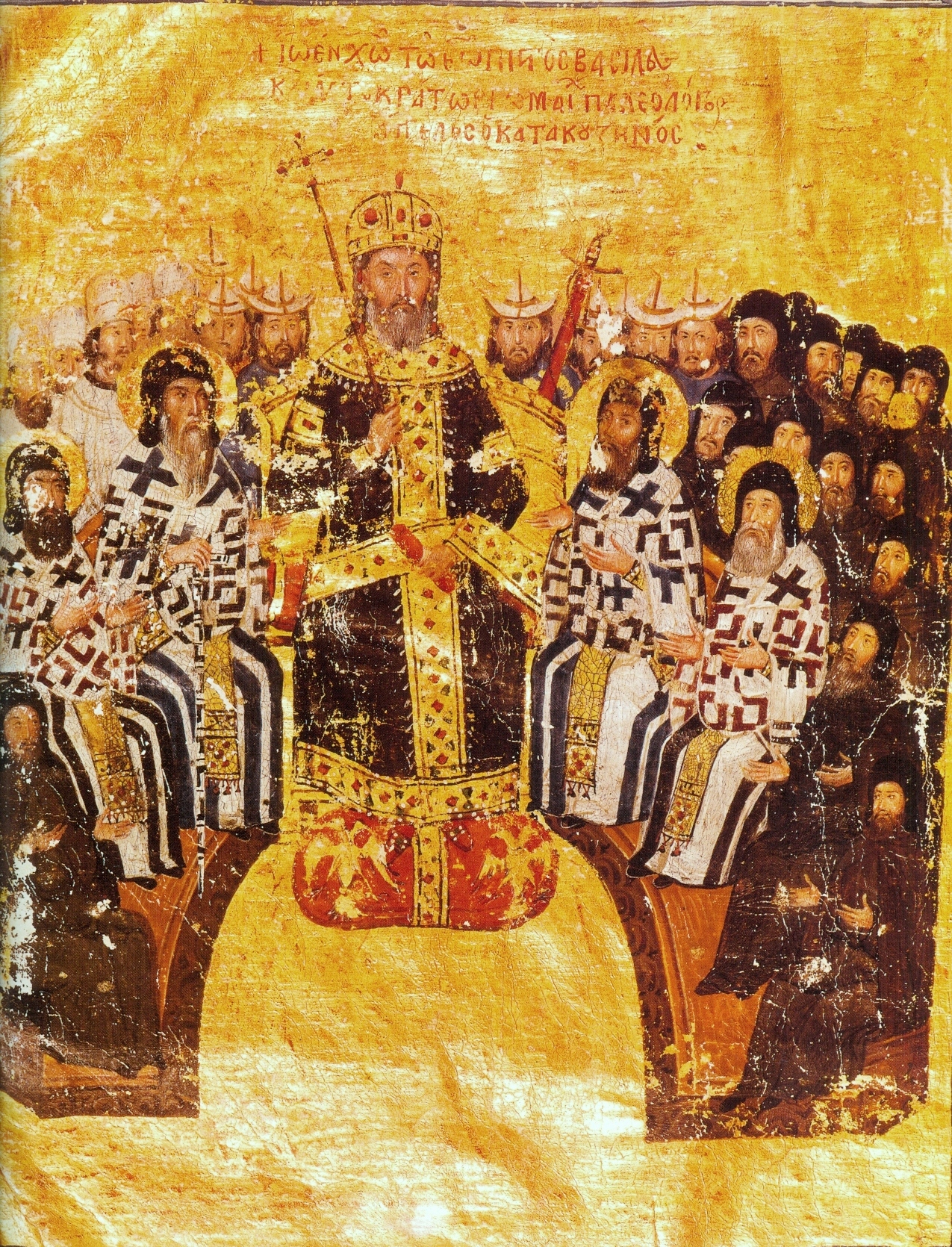
Иоанн Кантакузин

#### Боевые действия

##### 1-й и 2-й периоды войны
Изначально армия Андроника Младшего состояла из некоторых представителей македонской и фракийской знати. Однако, решив пополнить ряды своей армии, Андроник Младший объявил среди фракийцев, что лишает их некоторых налогов и податей. Фракийцы, которые были сильно обременены налогами константинопольским правительством, охотно поднялись на борьбу против Андроника Старшего. Сборщиков налогов фракийцы избивали, а собранные деньги делили между собой. В результате войско Андроника Младшего быстро пополнилось и обрело некоторую материальную составляющую. Андроник II в ответ решил предать анафеме своего внука. Однако это не произвело существенного воздействия на Андроника Младшего, и уже скоро он оказался в Селимврии, которая находилась в 2-3 дневных переходах от Константинополя. Видя, что сопротивление бесполезно, Андроник II решил заключить с внуком мир. По его условиям Фракия и некоторые области Македонии отходили Андронику Младшему. Вифиния, Константинополь, остальные области Македонии, византийская часть Пелопоннеса и острова оставались под владением Андроника II. Кроме того, Андроник Старший сохранил право сношения с иностранными государствами.
Тем не менее мир не был прочен. Сиргианн Палеолог хотел манипулировать юным царевичем, но оказалось, что Андроник III был очень вдумчив и принимал множество решений сам, а Иоанн Кантакузин как самый лучший друг Андроника Младшего получил роль главного советника при юном правителе. Он был даже настолько могущественен, что оказывал очень сильное влияние на Андроника III. Поняв, что дальнейшее продвижение его карьеры при Андронике Младшем невозможно, Сиргианн решил переметнуться под эгиду Андроника II. Тот с радостью принял перебежчика и решил вновь начать войну со своим внуком.
В начале 1322 года Андроник II нанял сельджукские отряды и поставил их под командование Сиргианна. Тот смог захватить крепости Стенимах и Цепена. Далее от Андроника III отложились Ираклия Фракийская и Родопский стратопедарх. Андроник III, который в то время лечился в Дидимотиках, направил послов деду с предложением мира, но тот отказался, так как он надеялся на Сиргианна и на стены Константинополя. Однако Андроник II просчитался. Вылечившись, Андроник Младший весной 1322 года вторгся с войском во Фракию. В начале он захватил Родопского страпедарха, и к нему прислали гонцов монахи Афона. Далее он разбил сельджуков под началом Сиргианна и изгнал их из Европы. Фессалоники восстали против Андроника II, их правитель сын Андроника II Константин был доставлен к Андронику III, который повелел бросить его в тюрьму. Лишившись вооружённых сил и поддержки за пределами столицы, Андроник II вынужден был заключить мир.
Мирный договор был подписан летом 1322 года в Эпиватах. Андроник II должен был выплачивать своему внуку 45 тысяч иперпиров на военные расходы и ещё 36 тысяч на остальные нужды. Сиргианн же должен был отправиться в тюрьму. Тем не менее раздоры не прекратились и вылились в третий этап гражданской войны.

##### Война с болгарами

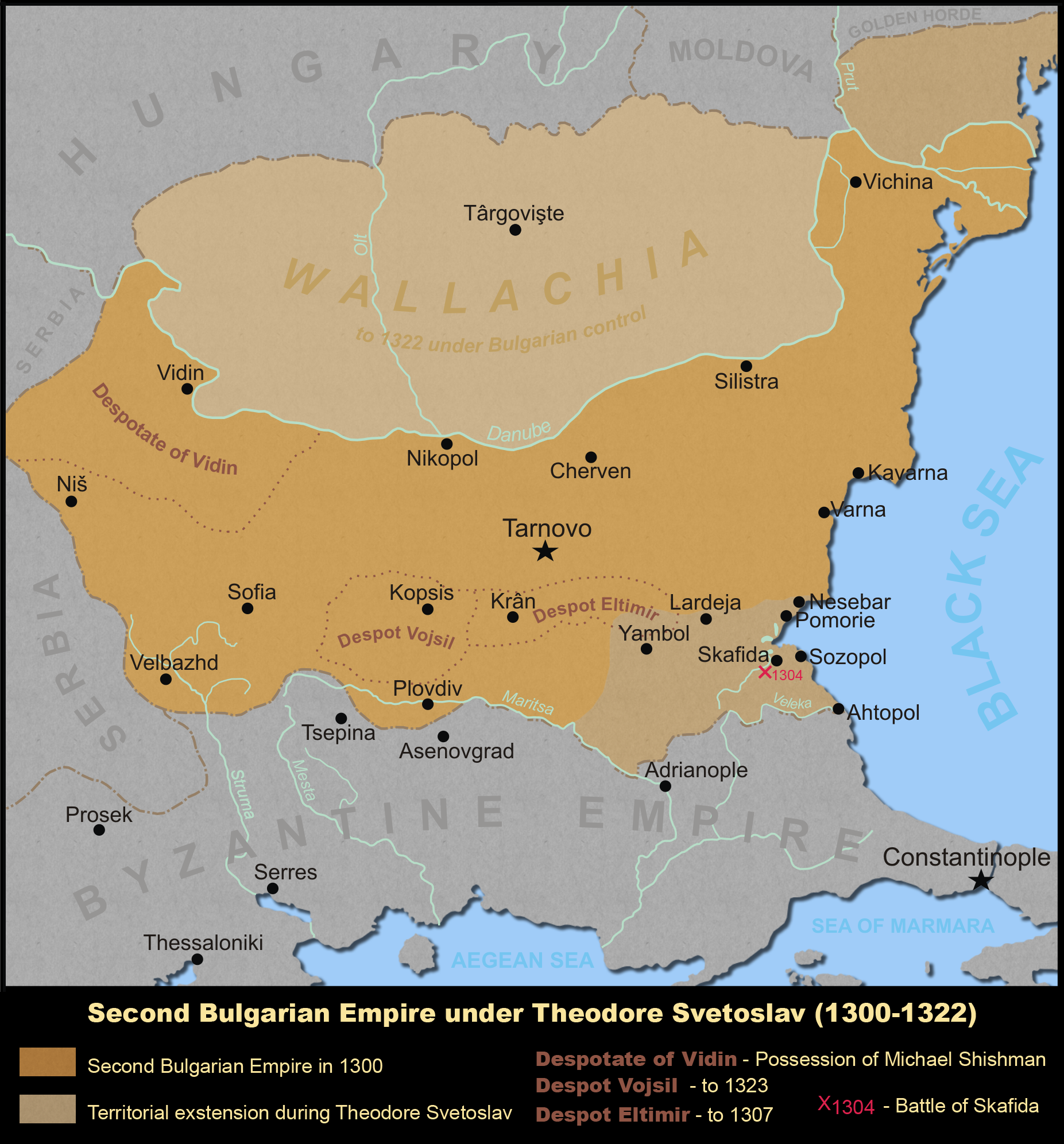
Болгарское царство при Феодоре Святославе Тертере (1300—1322).

Тем временем балканские государства решили использовать смуты в Византии. В августе 1322 года болгарский царь Георгий II Тертер вторгся в северную Фракию и захватил её вместе с городом Филлиполь. Однако Андроник III разбил болгар при Адрианополе и вернул себе северную Фракию. После смерти Георгия (1323) византийцы начали широкомасштабное наступление на юге Болгарии и полностью захватил её вместе с важнейшими портовыми городами (Месемврия, Сливен и Созополь).
После прихода к власти новый болгарский царь Михаил III Шишман вынужден был развернуть наступление против Андроника. К последнему же присоединились некоторые мятежные болгарские бояре, которые вместе выставили значительное войско численностью около 3 000 человек. Объединёнными силами они выступили под Филлиполь, но комендант этой крепости Иван, русский по происхождению, настолько энергично защищался, что те после четырёх месяцев осады вынуждены были отступить. Против союзника византийцев болгарского принца Войсиля было поднято народное восстание, последний вынужден был бежать в Константинополь и перешёл на византийскую сторону (в будущем он стал главнокомандующим кавалерией Македонии). Одновременно Михаил Шишман с внушительным войском из татар и валахов вторгся в южную Болгарию, но не смог отбить её главные города.
Одновременно пал Пловдив. Болгарский историк Константин Иречек описывает падение этой крепости так: приветствуя наступающую на Византию татарскую орду, комендант крепости Иван по своей небрежности вывел все войска из крепости, а греческие горожане закрыли за ними ворота. Одновременно с других ворот были запущены вспомогательные византийские силы.
Видя, что вернуть порты самому не удаётся, Михаил III призвал на помощь хана Золотой Орды Узбека. Тот прислал ему в помощь большую орду (1324). Однако, собравшись с силами, Андроник Младший разгромил между Дидимотикой и Адрианополем основное войско монголов и развил успешное наступление против них до самой Тунджи. Победа была полной.
Поняв, что изгнать Андроника он не в силах, Михаил III решил заключить мир, который был подписан в 1326 году. По его условиям византийцы получали крупный черноморский порт Созополь с его окрестностями. Договор был скреплён браком сестры Андроника Феодоры и самим болгарским царём.
В дальнейшем исход данного конфликта повлияет на ход всей гражданской войны в целом.

##### Ситуация в Византии в 1322—1326 годах
Пока Андроник Младший воевал во Фракии, Андроник II не переставал интриговать против своего внука. Хотя он уже не мог отложить коронацию, так как после победы над болгарами и монголами популярность внука Андроника II резко возросла. 2 февраля 1325 года Андроник III был коронован как император и соправитель Андроника II. Хотя вначале Андроник III был не настроен свергать своего деда, то следующие действия Андроника II принудили внука последнего развязать вновь действия против Константинопольского правительства.
Во-первых, Эпиватский мир соблюдался очень плохо: Андроник II задерживал выплату нужных сумм. Именно поэтому у Андроника III появились серьёзные проблемы с финансами: войско получало маленькое жалование, но в то же время Андроник III предавался развлечениям.
Во-вторых, юный император и его окружение из-за своего глубокого патриотического настроя не могли смотреть, как области, находящиеся во владении Андроника II, откалывались от империи одни за другим. Например, владения империи в Малой Азии уменьшались год за годом. Следствием этого стали набеги турок на Фракию. В ходе одной из стычек Андроник III получил тяжёлое ранение (1325). После падения в 1326 году важной византийской крепости Прусса (ныне Бурса), Андроник III просил своего деда отправиться со своими войсками на помощь гибнущим владениям империи в Вифинии, однако Андроник Старший отказал ему.

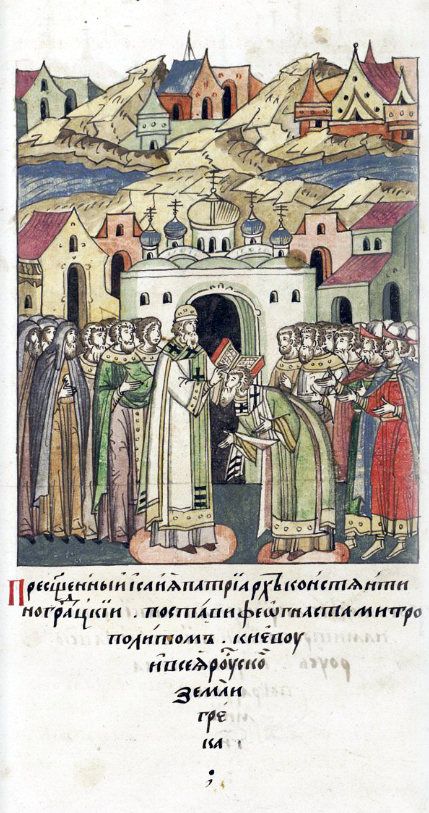
Исайя (патриарх)

И, наконец, в-третьих, Андроник II решил заключить союз с сербами против своего внука. Хотя его лагерь раскололся из-за ссоры между Феодором Метохитом и Никифором Хумном, он на этот раз решил довериться своим родственникам. Он отправил своего племянника Иоанна Палеолога занять должность губернатора Фессалоник, хотя на самом деле он должен был заключить союз с сербским королём Стефаном Дечанским. Однако Иоанн Палеолог решил попытать собственного счастья и утвердиться как правитель западной Македонии. Заручившись поддержкой сербского короля, он с войском, состоящим из сербов, вторгся во владения и продвинулся до Серр. Испуганный Андроник II отправил Иоанну титул кесаря, но тот внезапно скончался.
Несмотря на данный провал, Андроник Старший не оставил попыток заключить союз с сербами. Во время своего личного визита в Сербию в 1326 году он-таки смог заключить союз с сербами. Однако информация о соглашении достигла Андроника Младшего и тот получил повод для разрыва мирного договора с дедом. Он заключил союзнический договор с Михаилом Шишманом в противовес союзу Андроника II со Стефаном Дечанским. Правда, вначале Андроник III хотел решить данную проблему мирно и подступил к Константинополю, требуя встречи со своим дедом в присутствии сената. Данное предложение поддержал Константинопольский патриарх Исайя, сторонник мира между двумя Андрониками. Но Андроник II, боясь мятежа в столице, отправил своему внуку следственную комиссию для расследования этого дела. На заседании данной комиссии Андроник Младший предъявил письма Андроника II, которые подтверждали о сербо-византийском союзе против него. В результате Андроник III был признан невиновным и следственная комиссия вернулась к Андронику Старшему в Константинополь с заявлением, что Андроник III не нарушал Эпиватский мир. Но Андроник II под разными предлогами не захотел выслушивать комиссию, чему очень воспротивился Исайя. В конце концов, опасаясь предательства, Андроник II заключил Исайю в Манганский монастырь. Однако теперь он лишился авторитета как хранитель восточного православия, что подорвало его авторитет среди восточного епископата. Тогда Андроник II в противовес константинопольским епископам начал вести переговоры с Римским Папой.
А тем временем для младшего из императоров стало ясно, что мирные переговоры зашли в тупик. Именно поэтому пришлось прибегнуть к открытым столкновениям, которые вылились в третий и последний этап гражданской войны.

##### 3-й период и захват Константинополя. Победа Андроника Младшего
Первым делом Андроник III отнял деньги у сборщиков налогов, которые шли в Константинополь. Однако благодаря союзу Андроника Старшего с сербами в Македонии вспыхнуло восстание против младшего из императоров. Сербский воевода Хрель занял некоторые западные провинции империи и начал их грабить. Это вызвало ненависть со стороны греческого населения Македонии. Однако одновременно с этим сербское вторжение побудило на действия сторонников Андроника II. Они захватили Серры и заняли Фессалоники. Но вскоре простое население Фессалоник восстало против Андроника II. Зная об этом, Андроник III разделил свою армию на две части. Одну часть он под командованием Феодора Синадина оставил во Фракии, а со второй частью армии, которую возглавлял сам юный венценосец, он двинулся в Македонию, где с конца 1327 года по начала зимы 1328 годов развивались основные боевые действия.
Сначала он двинулся на Серры, где укрепились сторонники старшего из императоров, и выбил их оттуда, заодно, по всей видимости, изгнав сербов. Далее, в январе 1328 года, он двинулся к Фессалоникам. Горожане открыли ему ворота города и приняли с царскими почестями. После короткой осады акрополь Фессалоник вынужден был капитулировать перед армией Андроника. После этого, не встречая сопротивления, Андроник Младший совершил свой победоносный марш по Македонии. Важнейшие города империи в данной провинции (Эдесса, Веррия, Веден, Кастория, Охрид) добровольно открыли ворота перед Андроником III. Последняя попытка Андроника II возвратить Македонию потерпела крах после того, как его войска были разгромлены при Мавропотаме. Сербский король не решался перейти границу с империей. Теперь вся византийская Македония перешла под скипетр Андроника Младшего.

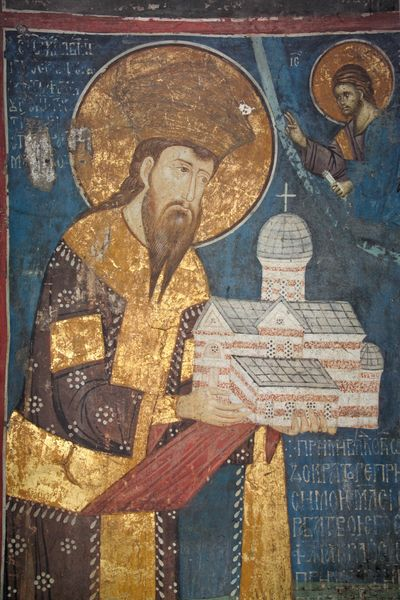
Стефан Урош III Дечанский (король Сербии)

В завершение был намечен окончательный перелом в войне. Сторонники Андроника Старшего в Македонии срочно бежали в Сербию, а их семьи были сосланы в верную юному Андронику Фракию. Племена албанцев и деспот Эпира прислали к Андронику III послов с выражениями дружбы и покорности. Тем временем Андроник II решил попытаться отбить Фракию. Для этого он собрал армию под началом Константина Асеня и отправил её против войск Феодора Синадина. В решающем сражении сторонники Андроника Младшего разгромили противника, взяв Константина Асеня в плен. Это было последнее крупное сражение гражданской войны. Во власти Андроника II остался только Константинополь.
Теперь Андроник II уже думал о новых мирных договорённостях со своим внуком, но здесь в конфликт вмешался Михаил III Шишман. Болгарский царь, которому было выгодно, чтобы в Византии продолжались междоусобные войны, предложил Андронику II помощь, которую тот радостно принял. Он прислал в помощь Андронику Старшему отряд из 1000 солдат под началом некоего русского выходца Иоанна. Они направились к Константинополю, но население наотрез отказалось пускать их в город, так как боялось их очень сильно. Поэтому болгары вынуждены были разбить свой лагерь под стенами Константинополя.
Однако, несмотря на эту неожиданную помощь, настроения в Константинополе стали за юного императора. Население столицы временами голодало из-за блокады венецианцами Босфора. А тем временем Андроник III с войском уже подходил к столице. Посредством угроз он заставил болгар уйти из пределов Византии. Разбив лагерь под стенами Константинополя, он осадил столицу империи. В итоге вместо кровавого штурма передача Константинополя в руки Андроника Младшего произошла бескровно. В ночь на 24 мая стража Константинополя впустила в город Андроника III через Романовы ворота. Константинополь пал.
Услышав шум, Андроник II преклонился к иконе Одигитрия, моля о сохранении ему жизни. Хотя Андроник Младший и сохранил ему жизнь, оставив его жить во дворце и даже обеспечив содержанием, к советникам бывшего императора отнеслись безжалостно. Многие чиновники старого двора были сосланы, а их имущество разграблено. Даже могущественный Феодор Метохит был сослан в монастырь Хоры, а всё его имущество было конфисковано. На место сановников старого двора пришли самые близкие сторонники Андроника Младшего: Иоанн Кантакузин стал главным советником, Синадин стал епархом Константинополя, а Алексей Апокавк получил в управление финансы. Патриарх Исайя вернулся из своего заточения и вновь занял патриаршество. Несмотря на разгром домов сторонников Андроника Старшего, остальное имущество Константинополя осталось в более сохранном виде, так как Андроник III взял с собой только отборный отряд, состоящий из 24 бойцов. Андроник III стал победителем и единственным императором.
Передача власти была очень затяжной, а постоянные междоусобицы расстроили экономику империи. Тем не менее новое правительство обещало быть более сильным и готовилось отражать внешних врагов.

### Правление

#### Пограничная война с болгарами. Кампания в Малой Азии

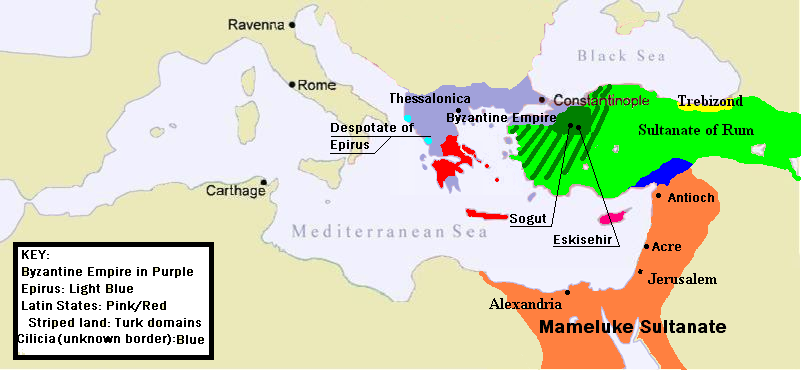
Византийская империя в 1328 году

С Андроником III к власти пришло новое поколение. Если прежний императорский двор состоял из богословов и учёных, то теперь во главе правительства оказалась военная знать, которая иногда не давала свободу действия Андронику III. Но тем не менее свержение Андроника II принесло с собой внутренний мир. Изобилие провианта обрадовало население Константинополя. Новое правительство обещало быть сильным и способным отразить нападение сильных соседей.
Едва придя к власти, Андроник III был вынужден сразу начать войну со своим болгарским зятем: болгары вновь нарушали границу. Их войска продвинулись до линии Адрианополь-Дидимотика и после грабежа вернулись домой. В отместку Андроник III с войском вторгся в южную Болгарию, сильно разграбив её, и далее штурмом взял крупный болгарский город Ямбол. Осенью 1328 года Михаил III Шишман заключил мир с византийским императором. Позднее этот договор будет трансформирован в союз.
Одновременно данный мир развязывал Андронику III руки против осман. К тому времени Османский бейлик захватил Пруссу и осадил почти изолированные византийские анклавы Никея и Никомедия. Именно туда Андроник и отправился в следующем, 1329 году. Заранее обеспечив себя с фланга благодаря дипломатии Кантакузина мирным договором с племенем Караси, он смог поздней весной 1329 года высадиться на Азиатском берегу Мраморного моря. Войско Андроника состояло из 2 000 закалённой в боях минувшей гражданской войны фракийской кавалерии и ещё большего числа ополчения, правда, небоеспособного. С этими силами он подступил к Пелеканону, где встретился с войском османского эмира Орхана, под началом которого было около 8 тысяч человек. 10 июня произошло решающее сражения между этими силами.

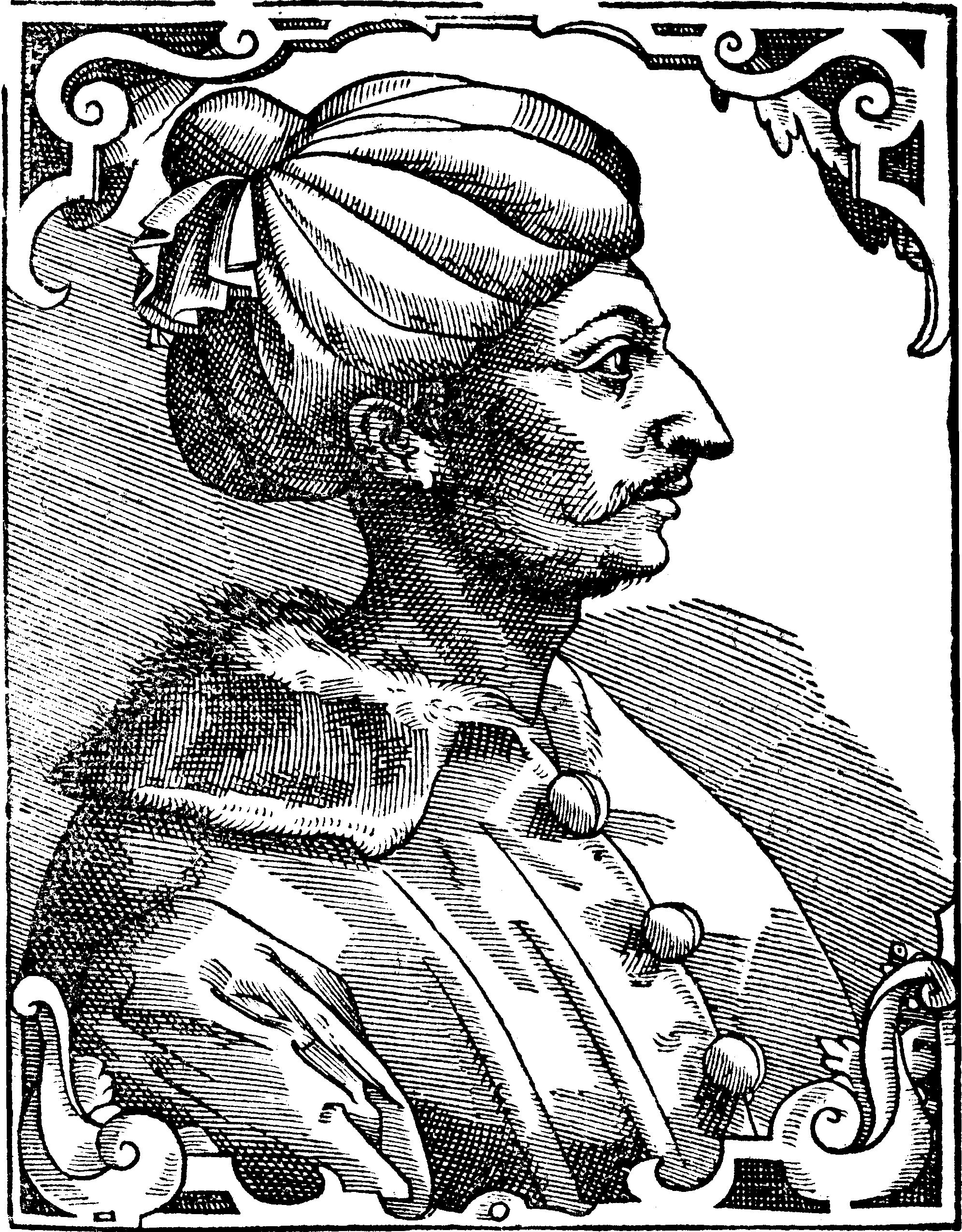
османский эмир Орхан Гази

В начале боя завязалась перестрелка между противниками. Началось сражение, в ходе которого османам тем не менее не удалось пробить оборону византийцев и Орхан вынужден был отойти на прежние позиции, оставив лишь 300 всадников наблюдать за неприятелем. Вероятно, что сражение могло продолжиться и на следующий день, но всё решил случай.
Во время сражения Андроник получил тяжёлую рану, но остался на поле боя. Ночью он отправился в близлежащий город Филокрены на перевязку. Но византийское ополчение, узнав о том, что император покинул поле боя, решило, что Андроник бежал, и поэтому устремилось вслед за своим императором. Андроник III, понимая, что после бегства подавляющей части войска сопротивляться более смысла не имеет, отплыл в Константинополь.
Последствия этого поражения были очень тяжёлыми, но данная битва так и не окончила открытых столкновения между Андроником III и Орханом.

#### Реформа судебной системы. Завоевание Хиоса. Болезнь Андроника Младшего
Вернувшись из похода в Малую Азию и оправившись от поражения, Андроник III решил провести судебную реформу. «Легенда» о невероятной продажности византийских судов ходила среди всех слоёв общества империи. Несмотря на то, что ещё в 1296 году Андроник II провёл реорганизацию суда, результат оставался плачевным: население вновь прониклось глубоким недоверием к новому суду и тот вскоре прекратил действия. Теперь же Андроник III взялся провести судебную реформу.
В 1329 году был сформирован «Царский суд». В его состав входили три светских лица и одно духовное (по другим источникам, два духовных и два светских). Андроник III связал их клятвами, дабы они творили нелицеприятный суд, но за эту должность наделил их богатыми доходами с земель. Они объявлялись последней станцией всех византийских судов, и их приговоры, которые могли выноситься даже членам императорской семьи, не подлежали обжалованию. Однако вскоре Андронику III выпала доля разочароваться в своих ставленниках. В 1337 году византийский император вынужден был троих из них заметить в коррупции и сослать. Однако после данного конфуза «Царский суд» продолжил своё существование вплоть до падения Константинополя.
Одновременно был запланирован поход против Хиосской синьории, идея которого исходила от матери Кантакузина могущественной Феодоры Палеологины. Впервые со времён царствования Михаила VIII Палеолога был собран большой флот в размере из 105 кораблей. В результате осенью 1329 года, опираясь на поддержку населения острова, силы правителя Хиоса Мартина Дзаккариа были разбиты, а сам он пленён и привезён Константинополь. Сельджукские эмираты Сарухан, Ментеше и Айдын заключили союз с византийцами, что сыграло большую роль в будущем.
После похода на Хиос зимой 1329-1330 годов Андроник III серьёзно заболел и боролся со смертью. По его воле он завещал передать власть своей жене Анне Савойской и своему ещё не родившемуся сыну, а регентом при нём становился Иоанн Кантакузин. Однако в завещании не упоминалось о Андронике Старшем и матери Андроника III Рите II. Это не удовлетворило оппозицию верховной власти, и она начала действовать. Ещё до болезни Андроника Сиргианн по какой-то причине был освобождён из тюрьмы и назначен правителем Фессалоник, а теперь смог добиться доверия матери Андроника Младшего и стал новым центром оппозиции власти в Константинополе. Одновременно епарх Константинополя Синадин вынудил отказаться Андроника II от всяких прав на престол, после чего дед Андроника III окончательно сошёл с политической арены: Андроник Старший подстригся в монахи под именем Антоний и умер 13 февраля 1332 года.
Болезнь же Андроника III была настолько велика и опасна, что он уже хотел отречься от престола. Но Андроник Младший внезапно для окружающих исцелился водой из Живоносного Источника Богоматери, константинопольской святыни. Иоанн Кантакузин предоставил Андронику факты, в которых указывалось, что Сиргианн замышлял заговор против императорской воли. Последнего вызвали на суд, но Сиргианн сбежал в Галату, откуда он отплыл в Албанию, а оттуда оказался при дворе сербского короля. Именно его пребывание в Сербии оказало влияние на ход дальнейших событий.

#### Византийско-болгаро-сербская война

##### Образование антисербской коалиции. Подготовка к войне
Ещё в 1326 году после заключения мира с византийцами Михаил III Шишман изгнал из своей страны Анну, сестру сербского короля Стефана Дечанского, чем оскорбил сербского государя. После окончания гражданской войны в Византии началась подготовка к войне. Со стороны сербов сбором сил руководил сын короля Стефан Урош Душан, наследник сербского престола. Лагерь сербов был разбит к югу от Ниша. Он в 1328 году закупил оружие в Дубровнике, а также смог нанять у дубровчан несколько сот иностранных рыцарей. Сербы также вели переговоры и с валахами, пытаясь заключить с ними союз, но безуспешно.
Одновременно в Болгарии также происходил сбор войск. Кроме лично болгарских войск, в армию Михаила III Шишмана присоединились валахи под началом валашского воеводы Бассараба и татарский корпус из 3 000 человек, который болгарам послал хан Золотой Орды Узбек. Болгарский царь хвастался, что поставит свой престол на сербских землях. Стало ясно, что избежать войны не удастся.
1 мая 1330 года Стефан Дечанский запретил провоз соли из Венеции в Болгарию, что затронуло также интересы Византийской империи. Андроник III заключил союз с Михаилом III Шишманом и также собрал войска, расположив их на византийско-сербской границе в Северной Македонии. Сербский король, пытаясь выиграть время, направил послов в столицу Болгарии Тырново с предложением мира, но получил отказ. План византийцев и болгар был прост: болгарская армия вторгается в Сербию с запада, а византийская армия с юга. Далее следовало соединиться и начать совместные действия против сербов. Эта стратегия, однако, не была допущена для практического применения и следствием этого стал неудачный исход кампании для противников Сербии.

##### Кампания против Сербии и битва при Вельбужде. Вторжение византийцев и сербов в Болгарию. Сербско-болгарский союз
Первым боевые действия, по-видимому, начали сербы на византийском направлении и поскорее заняли Охрид. Но Андроник III отбил обратно Охрид, перешёл византийско-сербскую границу и взял Пелагонию, под стенами которой разбил свой лагерь. Существует множество мнений, почему византийский император не продолжил движение. Никифор Григора пишет, что Андроник Младший не продолжил движение, так как «имел недостаточное войско против сил краля». Однако некоторые историки полагают, что Андроник промедлил намеренно, чтобы не давать болгарам решительного перевеса над сербами. Имеет место и противоположная точка зрения, что Андроник III остановился, чтобы начать с болгарами совместные действия, соединиться и нанести сильный удар по сербам вместе, но Михаил III Шишман почему-то разбил свой лагерь у Вельбужда. Так это или не так, но византийский император так и не смог принять активное участие в начатой кампании.
А тем временем болгарский царь перешёл границу. Однако если сербы рассчитывали, что болгарские войска пересекут границу на участке немного южнее Ниша, то они ошиблись: Михаил III Шишман вторгся в Сербию у Землина и вскоре подошёл к Вельбужду (ныне Кюстендил). В течение четырёх дней он разграбил окрестности города, а лагерь разбил неподалёку от Землина, где с севера болгар прикрывала болотистая река. Сербское же войско вынуждено было двинуться навстречу болгарам, не подождав отряды некоторых сербских магнатов. Оно стало лагерем на реке Каменча. Желая выиграть время для того, чтобы оставшиеся отряды своей армии подошли к основным силам, Стефан Дечанский отправлял послов в стан противника в течение 2-3 дней. Болгары же тем временем рассеялись по окрестностям в поисках провианта.
28 июля сербы, пользуясь беспечным поведением болгар, решили напасть на противника. Со стороны сербов битвой руководил Стефан Душан. В центре построились 300 (по другим данным, тысяча) немецких рыцарей, чья атака смяла врагов. Внезапная атака сербов деморализовала болгарские войска. Михаил III Шишман отчаянно пытался восстановить порядок в войсках, но его конь споткнулся, а сам болгарский царь упал, попутно ранив себя, и вскоре был убит сербами (впрочем, есть и другая версия: болгарский царь был сильно ранен в ходе боя, взят в плен и через 3 дня скончался). Болгарский лагерь был взят, болгарские бояре пленены, а само войско было полностью разгромлено. Всё поле боя было покрыто телами воинов. Лишь единицы спаслись бегством.

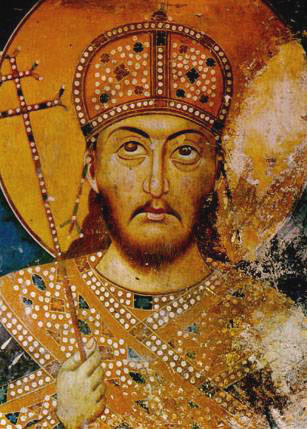
Стефан Урош IV Душан

После этих событий византийские войска покинули территорию Сербского королевства. Сербские войска захватили несколько болгарских крепостей. Болгарские бояре предложили соединить Болгарию и Сербию в единое государство, но Стефан Дечанский отказался: он понимал, что предложение некоторых болгарских бояр не найдёт поддержки у других представителей болгарской знати. Сербский король распустил войско, оставив только один отряд для похода на Тырново. Пользуясь этой группировкой, он восстановил на престоле свою сестру Анну с её малолетним сыном от погибшего болгарского царя Иваном Стефаном. Жену покойного болгарского царя и сестру Андроника III Феодору изгнали из страны. Это стало поводом для вторжения византийцев на территорию Болгарского царства.
Из Адрианополя осенью 1330 года Андроник III с армией вторгся в южную Болгарию и установил свою власть вплоть до реки Тунджи. Поражения на границах вызвало недовольство болгарской знати и ранней весной следующего, 1331 года, и в Болгарии произошёл государственный переворот. Царица Анна вместе со своим сыном была изгнана из страны. На престоле утвердился племянник Михаила III Шишмана Иван Александр. Он смог улучшить отношения с Сербским королевством, где также произошла смена власти. Недовольные тем, что Стефан Дечанский не развил наступление на Болгарию, сербская знать сплотилась вокруг сына последнего, Стефана Уроша Душана. Тот поднял мятеж и с армией захватил сербский престол. Стефан Дечанский бежал в крепость Породимль, где был осаждён. Впрочем, свергнутый сербский король попытался бежать и оттуда, но всё-таки был взят в плен и задушен. После этого между болгарами и сербами был заключён союз против Византии и венгров. Если последних разбил ещё валашский воевода Бессараб на своей земле осенью 1330 года, то с Византийской империей предстояло ещё три года войны. Сербско-болгарский союз был скреплён браком сербского короля с дочерью болгарского царя Еленой.

##### Битва при Русокастро и Русокастроский мир. Вторжение сербов в Македонию и византийско-сербский мир 1334 года

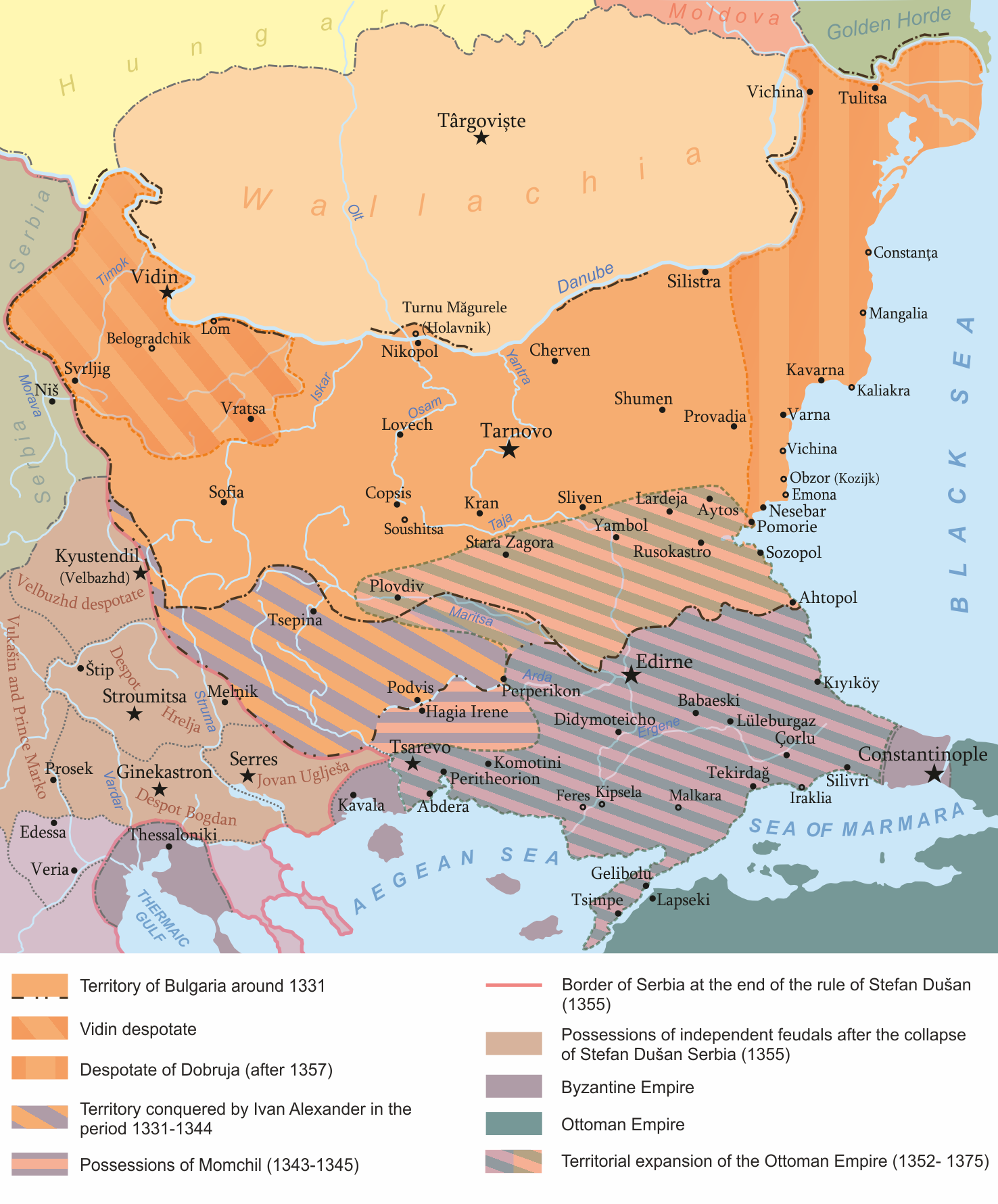
Болгарское царство при Иване Александре (1331—1371).

Война с Византией началась ещё 1330 году, когда сербы заняли несколько византийских приграничных городов. А после захвата Андроником III южной Болгарии началась и война с болгарами. По словам Григоры, лагерь византийцев для начала похода был разбит в Дидимотике, где он устроил состязания в честь рождения своего сына и наследника престола Иоанна. Одновременно летом 1332 году в союзе с валашским воеводой Бессарабом Иван-Александр с войском в 8 000 человек вторгся в оккупированную византийцами территорию. Византийская армия насчитывала в себе около 3 000 воинов, которые заняли позиции под Русокастром. Болгарско-валашская армия выступила им навстречу и в произошедшем сражении одержала верх.
Известно, что 17 июля стороны заключили мир, но этой же ночью Иван Александр получил двухтысячное подкрепление, состоявшее из татар. Решив нарушить договор, он на следующий день выступил против врага. В центре были расположены элитные тяжеловооружённые всадники, да и численное превосходство было за противником. Однако византийская разведка смогла разузнать о наступлении болгар, и Ивана Александра встречало всё византийское войско во главе с самим Андроником. Вначале он решил разделить всю армию на три части, но затем, видя подавляющее превосходство противника, собрал войска в один строй, построив их в форму «Луны». Пытаясь приободрить воинов, византийский император произнёс пламенную речь. После этого он атаковал болгар, однако, опираясь на своё численное превосходство, последние отправили татарскую конницу в глубокий обход противника и ударили ему в тыл. По словам Григоры, византийцы очень храбро бились против превосходящих сил врага. Сам Андроник очень отважно бился во главе шести передовых фаланг, но под натиском противника византийцы всё же отступили в крепость. Сообщают, что было убито не более сотни византийцев, но бегство охватило многих. Византийские солдаты отступили к воротам, но горожане не впускали их. Тогда солдаты силой выломали ворота и наказали горожан: многих из них убили или выгнали из города. Однако ситуация для византийцев была плачевной: в городе отсутствовал подножный корм, а на мирные переговоры они не решались. Однако вскоре Иван Александр предложил Андронику переговоры, и в их ходе византийский император смог заключить Русокастроский мир, по условиям которого между двумя государствами подтверждался статус-кво. Договор был скреплён браком дочери Андроника III Марией и сыном болгарского царя Михаилом.
Теперь византийский император вынужден был вступить в противостояние с сербами, которое затянулось на всё правления Андроника. После своего похода в Фессалию Андроник остановился в Фессалониках и смог договориться со Стефаном Душаном о мире. Но как только византийский император вернулся в Константинополь, Сиргианн Палеолог, который долгое время скитался по Балканам, остановился у сербского короля, где вошёл к последнему в доверие. Стефан Душан дал Сиргианну войско, с которым тот начал свой поход на византийские земли. В 1334 году Душан захватил города Средней Македонии. Сиргиан же захватил Касторию и поставил своей целью захват Фессалоник. Он надеялся, что овладеет городом без осады. Сиргиан отправил во все концы империи письма с предложениями перейти на его сторону. Предприятие имело успех, так как жители южной Македонии без борьбы переходили на его сторону. Опасность стала настолько велика, что византийцы срочно укрепили Константинополь. Византийская армия срочно выступила к Фессалоникам. Из-за сильного превосходства сербов был разработан план, в котором было решено избавиться от Сиргианна с помощью наёмного убийцы. К нему якобы для переговоров был подослан византийский офицер, некий Сфрандзи Палеолог, который 23 августа убил Сиргианна, за что получил звание великого стратопедарха.
После этого Стефан Душан решил начать мирные переговоры. В результате был заключён мир, который был подписан 26 августа близ Фессалоник. В нём говорилось, что территории, захваченные сербами под началом самого Душана (то есть, по сути, византийские районы северной и средней Македонии), переходили под власть Сербского королевства. Все территории, завоёванные сербами под началом Сиргианна в южной Македонии, включая ключевую крепость средней Македонии Кастория, переходили вновь под управление византийского императора.
В результате четырёхлетней борьбы на Балканском полуострове общая расстановка сил кардинально изменилась. Самым сильным государством на Балканах стало Сербское королевство. Болгарское царство опасалось открытой конфронтации со своим восточным соседом и сохраняло с Сербией дружеские отношения. С Византией же на протяжении всего правления Андроника III будут происходить конфликты за право гегемонии в западной Греции. Данные стычки будут происходить с переменным успехом, но после смерти Андроника вся византийская западная Греция будет завоёвана сербами.

#### Второй поход против осман. Захват Лесбоса и Фокеи. Экспедиция осман к Константинополю.

Османские завоевания при Орхане.

В промежутке между кампаниями 1332 года в Болгарии и 1333 года в Фессалии, Андроник III выступил в поход против осман. Ещё в марте 1331 года пала Никея и после этого османы осадили Никомедию. Собрав войска, Андроник III выступил к Никомедии и в произошедшей стычке смог нанести поражение османам и отбросить их от Никомедии. Однако связанный войной против сербов Андроник, узнав о наступлении эпирского деспота Иоанна Орсини в Фессалии, решил подписать мир с османским эмиром Орханом. В результате в августе 1333 года был подписан мир, в котором османы обязывались не нападать на византийские владения, а сами византийцы должны были выплачивать османам ежегодные выплаты в размере 12 000 иперпиров.
Тем не менее османы продолжили осаду Никомедии. В дальнейшем это сказалось на положении империи.
А тем временем в Эгейском море назревал широкомасштабный конфликт. Сельджукские эмираты постоянно грабили торговые суда латинян, что причиняло им немало вреда. Страдающая от набегов сельджуков, Венецианская республика решила разбить негласный византийско-сельджукский союз. Сенат республики решил разрешить ситуацию с сельджукскими грабежами образованием латинской лиги против турок, к которой должна была примкнуть Византия. В 1332 году данный союз был заключён между венецианцами, византийцами и рыцарями Родоса. Венецианцам, по-видимому, были также дарованы некоторые привилегии в сфере торговли. Одновременно к присоединению византийцев к латинской лиге подталкивал Папа Римский Иоанн XXII. Он недвусмысленно намекал, что Византия должна была присоединиться и к Католической церкви. В 1334 году к антисельджукской коалиции примкнули Французское королевство, Кипр и наксоский дука Санудо. Поход против турок был назначен на 1336 год. Византийцы должны были выставить шесть судов для борьбы с сельджуками.

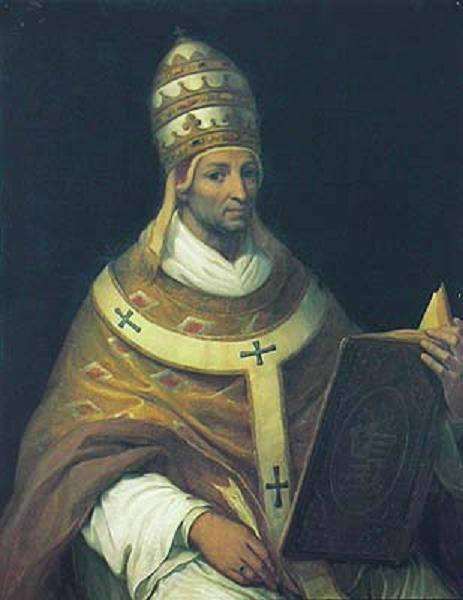
Римский Папа Иоанн XXII

Однако до решительных действий со стороны латинян дела не дошло. Наоборот, Генуэзская республика, которая озлобилась на византийцев после того, когда венецианцам были дарованы привилегии, ловко интриговала против византийцев. Они смогли агитировать Родосских рыцарей и наксоского дуку Санудо на войну с Византией. Одновременно генуэзский пригород Константинополя Галата поддерживал врага Андроника и его дядю деспота Димитрия, а вокруг самой Галаты возводились и укреплялись крепостные стены. Однако против латинян тоже формировалась византийско-сельджукская коалиция. Приморские турецкие эмираты Сарухан и Ментеше заключили союз с византийцами против генуэзцев. А эмир Айдына Умур в ходе переговоров с византийцами заявил, что почитает византийского императора как своего государя.
В 1336 году византийский император начал свою кампанию против латинян с Галаты, которую он осадил. В ходе осады она капитулировала и вынуждена была срыть все свои укрепления. Но после этих событий генуэзцы не прекратили интриговать против империи. В дальнейшем театр боевых действий был перенесён на острова и приморские области Эгейского моря. Там тем временем Санудо захватил остров Лесбос, а его союзник Каттанео Фокейский занял непосредственно Фокею, где были задержаны знатные подданные саруханского эмира. Однако вскоре Андроник III вместе с сильным флотом из 84 кораблей выступил против Санудо, а ему в помощь пришёл саруханский эмир с 24 боевыми суднами. Лесбос был отбит обратно, лишь главный город этого острова Митилена оставалась в руках латинян под началом Каттанео. Одновременно была осаждена и Фокея. В конце концов, благодаря дипломатическим усилиям ближайшего советника Андроника Кантакузина и объединённому союзническому флоту и сельджукским войскам, Фокея и Митилена капитулировали перед Андроником. Хотя Каттанео некоторое время ещё смог продержаться на должности губернатора Фокеи, то скоро жители города восстали и прогнали его. Фокейские купцы в ущерб генуэзцам получили право беспошлинной торговли в империи. Значение латинян в Эгейском море вместо усиления, наоборот, катастрофически пало.
Значение приобретений империи в Эгейском море было очень высоко. Кроме того, захваченные острова давали большой доход империи, данные приобретения смогли уравновесить потери византийцев в Малой Азии. А ведь там тем временем разворачивались ключевые события.
После заключённого с византийцами мира османы, однако, не прекратили осаду Никомедии и в 1337 году захватили данный порт, сделав его своей первой верфью для строительства флота. А ранее, в 1336 году, османы подчинили себе ещё и сельджукское племя Караси, захватив тем самым земли на южном берегу Мраморного моря. По словам Григоры, в 1337 году османы также планомерно высадились во Фракии для её захвата. Андронику был далеко от вторжения турок, так как он собирался вторгнуться в Эпир и выслал лишь 60 воинов под началом Кантакузина навстречу туркам. В произошедших стычках византийцам сопутствовал успех и турки были вытеснены из фракийских земель империи. Одновременно османский эмир Орхан замыслил захватить Константинополь, и для этого собрал флот из 36 кораблей. В 1338 году эта османская флотилия подошла к византийской столице, но там она была разбита. Однако набеги осман на византийские города на берегу Мраморного моря стали систематическими. Хотя самый известный из них — поход осман на Родесто в 1332 году был отбит, как и большинство других, в будущем данные набеги таили множество опасностей.

#### Завоевание Эпирского деспотата и Фессалии.

##### Ситуация в Эпире к моменту вторжения византийцев в Фессалию. Присоединение Фессалии к Византии
К началу правления Андроника III Палеолога Эпирским деспотатом правил Иоанн II Орсини. Последний ещё в начале 1328 году явился к Андронику Младшему с заявлениями дружбы и покорности. Однако в 1331 году внезапно было положено начало к крушению эпирского государства.
В 1331 году титулярный латинский император Филипп Тарентский решил возвратить себе свои владения в Греции. Для этого он решил снарядить военную экспедицию в Эпир, во главе которой должен был стоять его зять Вольтер Бриенн, граф ди Лечче. Спонсором экспедиции стал Роберт, король Неаполя, который также имел свои интересы в западной Греции. В итоге был собран корпус из 800 французских рыцарей и 500 тосканских пехотинцев.

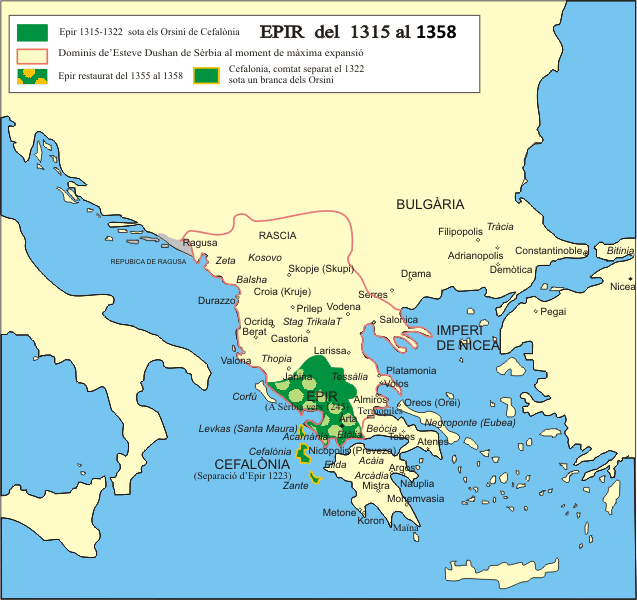
Эпирское царство в период с 1315 по 1358 год.

В августе 1331 года Вольтер Бриенн отплыл из Бриндизи, взяв курс на остров Корфу. Далее он захватил остров Левкос и сильную крепость Воница и после этого взял столицу Эпира Арту. Эпирский деспот Иоанн Орсини поспешил признать вассальную зависимость от Неаполитанского короля. Хотя амбициозный Филипп Тарентский умер 26 декабря 1331 года, на этом планы латинян не закончились. Несмотря на некоторые распри за титул латинского императора после смерти Филиппа Тарентского, к началу 1333 года сын покойного латинского императора Роберт под регентством матери последнего Катерины Валуа начал управлять страной. Одновременно латиняне начали активно действовать в западной Греции. Ещё в начале 1332 года Вольтер Бриенн решил захватить Каталонское государство в Афинах, но он и его крестоносцы потерпели поражение. Летом 1332 года Вольтер Бриенн отплыл обратно, в Италию. Латинянами остался командовать французский рыцарь Иоанн де Мандели. В ходе переговоров эпирский деспот вынужден был уступить Воницу и Левкос латинянам. Попадание Эпирского деспотата под влияние латинян привело данное государство к длительным противостояниям византийской и латинской партий, которые в конце концов истощили страну.
Осенью 1333 года умер полунезависимый правитель Фессалии Стефан Гавриилопул Меллесин, и данная область осталась без правителя. Решив захватить эту провинцию, византийцы и эпироты вторглись в Фессалию: первые начали наступать с севера, а вторые — с запада. Византийский губернатор Фессалоник Михаил Мономах вторгся в северо-восточную Фессалию и привёл её под владычество Византии. С запада в Фессалию вступали войска эпирского деспота, который смог захватить всю западную Фессалию, включая важный город западной Фессалии Трикала, из которого можно было осуществлять набеги на плодородную Фессалийскую равнину. Михаил Мономах отправил сообщение Андронику III Палеологу, в котором он сообщал, что Иоанн II Орсини вторгся в западную Фессалию. Андроник III тем временем заключал мир с османами в Малой Азии. Узнав о продвижении эпиротов в Фессалию, он нанял венецианские корабли для перевозки своей армии в Фессалию.
Прибыв в Фессалию, византийский император действовал очень осторожно, стараясь не проливать крови. О ходе операции и тактики византийцев в Фессалии ничего не известно. Однако, предположительно, Фессалия была присоединена к Византии без особых проблем. Чтобы показать свою добрую волю, он отправлял все войска эпирского деспота домой целыми и невредимыми. Вскоре вся Фессалия перешла под контроль византийцев. Перед тем как покинуть Фессалию, императору присягнули на верность албанские иммигранты численностью 12 000 человек, которые также вторглись в Фессалию. Они жили в основном в горах и спускались на равнины только в зимнее время. Наступила зима, и албанцы попросили защиты у императора, опасаясь, что греки могут на них напасть. Михаил Мономах стал губернатором завоёванной провинции. Следующим на очереди стал захват самого Эпира.

##### Ситуация в Эпире в 1335—1337 годах. Завоевание Эпира. Восстание Эпира в 1340 году и его подавление
В 1336 году Иоанн II Орсини скончался. Его смерть ознаменовала собой поворотный пункт в судьбе эпирской государственности. Существуют небезосновательные сведения, что его отравила его жена деспина Анна, которая сама стала регентом при своём малолетнем сыне Никифоре II Орсини. Однако, несмотря на все старания деспины, сохранить независимость стране она не смогла.
В 1336 году сербы захватили важный порт на Адриатическом море Диррахий, но вторжение на территории южнее провалилось. Вассал Византии албанский князь Андрей II Музаки разбил сербское войско и не пустил их в центральную и южную Албанию с Эпиром. За это албанский князь получил герб Палеологов и титул «деспот». После этого сербы более пяти лет не вторгались в пределы империи.
В 1337 году против власти византийцев восстали жители южной Албании. Андроник III собрал войска, в которые также входил отряд из 2000 айдынидов, присланных их эмиром Умуром, и страшно разграбил страну. После этого Андроник III вторгся в Эпирский деспотат. Анна пыталась сохранить свою страну независимой, но Андроник был непреклонен и в 1337 году Эпирский деспотат прекратил своё существование. Наместником Эпира был поставлен Феодор Синадин. Никифор II Орсини должен был жениться на дочери Иоанна Кантакузина.
Однако Никифор II при поддержке латинской партии в Эпире, которая при новой власти утратило своё былое влияние, смог бежать к латинской императрице Катерине Валуа. Та благосклонно отнеслась к беглецу и согласилась снарядить ему экспедицию с целью отвоевать свой потерянный престол. В конце 1339 года армия Никифора пристала к берегам Эпира. Основной осью для возвращения Эпира стал важный порт и неприступная крепость Тхомокастрон. Синадин был брошен в тюрьму, а во власти пришедшего деспота оказался южный Эпир и столица захваченного деспотата — Арта.
Узнав об этом, Андроник срочно двинулся в Эпир. Дабы не допустить расширения очага восстания он послал вперёд армию под началом византийских губернаторов Янины и Фессалии Иоанна Ангела и Михаила Мономаха. В скором времени под властью Никифора оставались только 3 изолированные крепости на юге Эпира: Арта, Тхомокастрон и важная крепость Рогои.
Сначала император отправил Кантакузина под стены Рогои. Там засел один из сторонников Никифора Алексей Кабасилий. Однако благодаря дипломатическому искусству Кантакузина через короткое время эпироты сдали крепость. Следующим на очереди была Арта. Там осел также один из ярых сторонников Никифора, некий Базилит. Он держался очень упорно. Всего осада Арты длилась целых 6 месяцев, но в конце концов неприступная крепость пала. Вероятно, такой долгой осады способствовало то обстоятельство, что однажды в лагере византийцев вспыхнула дизентерия, от которой заболели многие солдаты и сам император. Хотя потери в людях в конечном итоге были крайне незначительны, количество лошадей и мулов резко уменьшилось.
Оставался только Тхомокастрон. Но взять эту важнейшую крепость, без которой нельзя было установить свою власть над регионом, было крайне сложно. В городе находились громадные запасы продовольствия, так что взять её измором не представлялось возможным. Тем более ему оказывали поддержку латиняне, которые с небольшим флотом из 13 мелких суден курсировали между Тхомокастроном и противоположным побережьем Адриатического моря. Несмотря на все попытки Кантакузина вести переговоры с Никифором, осаждённые не хотели капитулировать. Однако Кантакузин нашёл выход, как взять крепость. Он смог высадить свои войска на побережье и блокировал единственный источник пропитания Тхомокастрона, который поступал из Тарента от латинских кораблей. В городе вскоре начался голод.
Но вскоре к осаждённой крепости прибыл большой латинский флот, который смог снять блокаду с неё и даже вытеснить Андроника из некоторых прибрежных районов близ Тхомокастрона. Вновь начались переговоры между осаждёнными и осаждавшими. В их ходе Андроник III объявил, что всё имущество осаждённых будет конфисковано, а над родственниками членов гарнизона будет проведена расправа. Можно было избежать данной участи при следующих условиях: крепость должна была сдаться, а Никифор должен был жениться на дочери Кантакузина. В результате солдаты Никифора вынудили сдать крепость византийцам. Тхомокастрон пал.
Никифора сразу вынудили отказаться от любых прав на эпирский престол, и его всё же женили на дочери Кантакузина. Взамен император наградил его титулом паниперсеваста. Также император простил всех защитников Тхомокастрона. Теперь Эпир был подчинён окончательно. Более попыток освободиться от византийской власти не последовало. Наместником Эпира стал близкий друг императора и родственник Кантакузина Иоанн Ангел.
В результате всех этих военных действий почти вся западная Греция оказалась под властью Андроника. Однако после смерти византийского императора все приобретения империи в западной Греции будут захвачены сербами.

#### Смерть. Личность Андроника III Палеолога. Оценки его правления

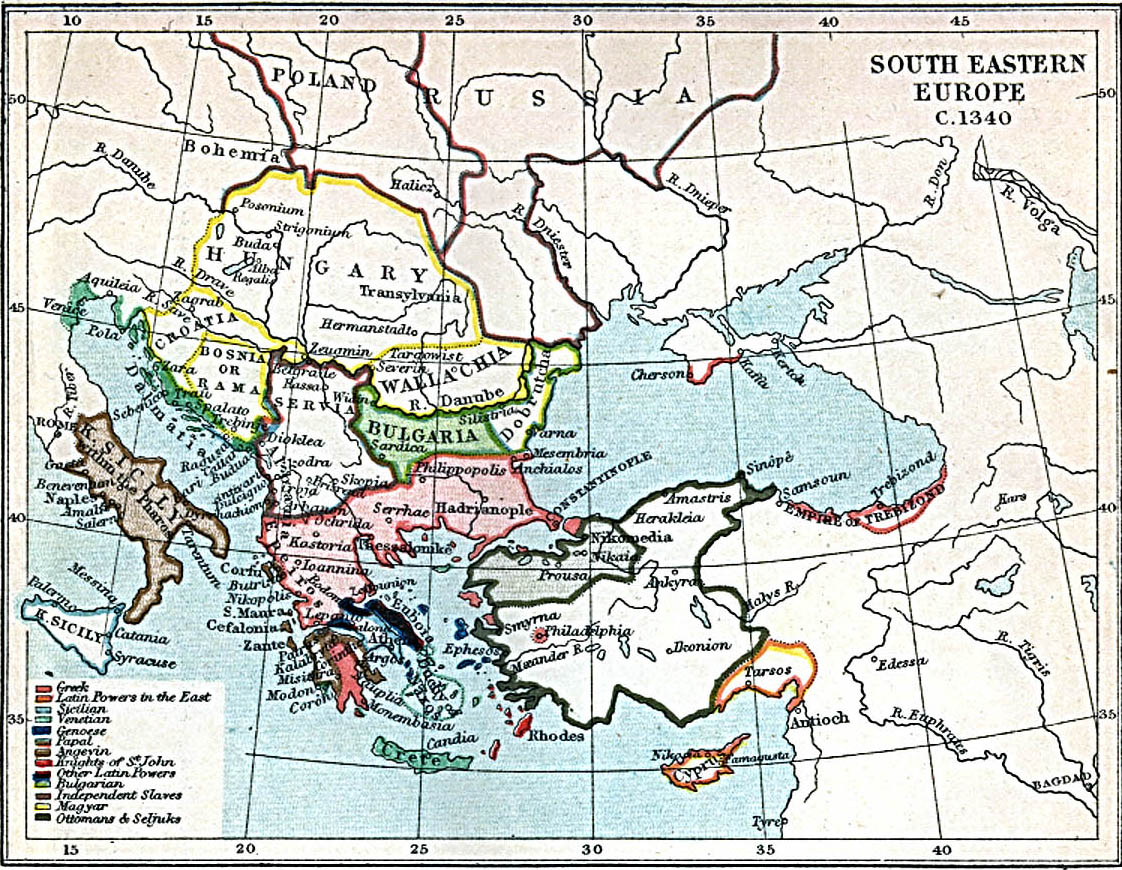
Византийская империя к 1340 году

Вскоре после походов в Эпир и церковного спора между Варлаамом и Паламой Андроник III Палеолог почувствовал полное изнеможение, а на следующее утро его поразила сильная лихорадка. Пять дней спустя, 15 июня 1341 года он скончался.
По словам современника тех событий византийского историка Никифора Григоры, Андроник, почувствовав себя плохо, отправился в монастырь Одигов, где впал в бесчувственное состояние. Лишь на третий день он открыл глаза, вызвал к себе врачей, а своей жене Анне Савойской наказал не плакать. Однако вскоре он вновь впал в бесчувствие и через три дня на рассвете умер. После этого в честь него патриарх произнёс большую поминальную речь.
По словам самого Григоры, Андроник имел приятное лицо, добрый и мягкий характер. Если ранее он слыл безответственным, то, вступив на престол, стал делать всё для империи, чтобы вывести её из кризиса. Английский историк Стивен Рансиман описывает Андроника как не очень благочестивого правителя. Сам Андроник тяготился дворцовыми процессиями и придворным этикетом, любил оставаться в тишине. Опирался только на свой ум, при этом не любил советы посторонних. Чаще всего он гулял без сопровождения телохранителей, думая, что его жизнь находится в руках Бога. Широко известна его любовь к псовой и соколиной охоте, на которые Андроник ежегодно тратил 15 000 иперпиров.
Оценки правления Андроника более поздними историками неоднозначны. Так, например, Георгий Александрович Острогорский положительно оценивает правление Андроника III, описывая его правление как промежуток между двумя большими смутами, в период которого Византия на время смогла приступить к выполнению важных государственных задач. Английский историк Джон Норвич выносит положительный вердикт правлению Андроника III, говоря, что он правил мудро и правильно, однако не сумел достигнуть крупных успехов, так как появился в то время, когда империя уже была обречена. Британский исследователь Джонатан Харрис называет правление Андроника возрождением. Однако историки Сказкин и Успенский придают второстепенное значение личности Андроника. По их мнению, в империи вся власть принадлежала главному советнику Андроника Кантакузину. Сам же Андроник являлся лишь заложником интересов крупных феодалов, но не более того.
В целом Андроник был прежде всего полководцем. За дипломатические договоры был ответственен его главный советник и друг Иоанн Кантакузин.

##### Оценка азиатской политики Андроника Младшего
Успенский назвал азиатскую политику Палеологов, которую продолжал Андроник, «близорукой», объясняя это тем, что поместья византийской аристократии находились в Европе, а защита владений империи в Азии была на втором плане.
Однако английский исследователь Джонатан Харрис считал, что Андроник и Кантакузин «сумели сохранить способность мыслить трезво и нестандартно» и приняли правильное решение, согласившись выплачивать Орхану дань ради сохранения оставшиеся у Византии нескольких городов в Анатолии. Он объясняет это тем, что ситуация была в тот момент ровно такая же, как в 1081 году: Малая Азия была пока потеряна для империи, и следовало заручиться помощью турок во время войн в Европе.

### Внутренняя и церковная политика

#### Византийские армия и флот при Андронике III Палеологе

##### Армия

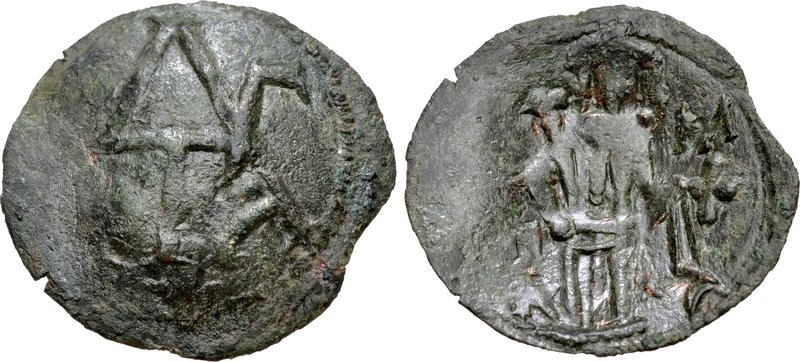
Византийский иперпир при Андронике III Палеологе, на котором изображён сам византийский император в доспехах

Андроник III Палеолог был очень воинственным императором, который даже на своей монете изображался в воинских доспехах. Часто он не только руководил сражением, но и непосредственно участвовал в нём. Так, сохранились сведения, что византийский император лично руководил кавалерийскими частями.
Качество византийской армии при Андронике III стало более высоким, чем при прошлом правительстве. Однако численность византийской армии всё равно была крайне невелика. В поход могли выступить немногим более 4 000 солдат. Из них лишь несколько тысяч приходились на регулярные части, остальное приходились на ополченцев. Сохранились, однако, сведения, что Андроник имел на начало гражданской войны 5 000 кавалеристов. Известно, что в походе против осман в 1329 году император смог, правда, собрать 2 тысячи отборной закалённой в боях тяжёлой фракийской кавалерии и ещё большим числом ополчения, боеспособность которого, однако, была очень низка. Это показывает, что византийский император мог собрать ещё для похода более 4 тысяч солдат. Во время своего похода в Болгарию в 1332 году он смог собрать около 3 000 регулярных воинов.
Известно, что в армии Андроника служили войска союзных и зависимых от Византии турецких прибрежных эмиратов. Так, в 1337 году во время похода Андроника в Эпир в его армии находились около 2 000 воинов союзного Византии турецкого эмирата Айдын.

##### Флот
Флот в период Андроника III Палеолога был впервые за долгое время отстроен. Его численность значительно возросла, и благодаря данным военно-морским силам Византия смогла отвоевать острова в Эгейском море и, в частности, восстановить влияние в прибрежных турецких эмиратах.
Вступивший на престол Андроник III вынужден был фактически заново отстраивать флот для захвата Хиоса. Это требовало огромных затрат суммой приблизительно 10 500 иперпиров, но уже к осени 1329 года на верфях империи стояли 105 кораблей. Во время своего похода на Хиос Андроник выставил 84 судна (хотя есть и другая цифра количеству византийских кораблей в этом походе — 20 суден). Известно, что к концу правления Андроника было построено ещё 70 (или 50) новых кораблей против действий осман. В конце концов, численность флота к концу правления Андроника возросла с 20 до минимум 70 кораблей.
Кроме собственных сил, Андроник использовал ещё корабли союзных или зависимых империи турецких эмиратов. Так, во время похода Андроника к Лесбосу и Фокеи к нему на помощь прибыл саруханский эмир с 24 суднами.

#### Церковный спор между Варлаамом и Паламой
Во время правления Андроника был зафиксирован только один, но важный церковный диспут, который произошёл в самом конце правления Андроника. В Византии стало развиваться новое движение — исихазм, идея которого завершалось в глубоком погружении в себя и связь с Богом благодаря некоему мистическому озарению. Хотя это движение было весьма заброшено, в начале XIV века на Афоне монах Георгий Синаит возродил данное учение. Григорий Палама ещё далее продвинул исихазм, подведя под него теоретическую базу. Был основан так называемый паламизм, который в будущем серьёзно определил интеллектуальность православия.
Однако нашёлся человек, противостоящий учению Паламы. Его звали Варлаам. Он был родом из Калабрии и известным математиком. Он отстаивал верховенство разума над верой и обрушился на исихазм. На созванном Константинопольском соборе 1341 года он, однако, потерпел поражение, и исихазм продолжил свою деятельность и в дальнейшем.

## Семья
У Андроника III и Анны Савойской было четверо детей:
- Ирина Палеолог (1327 — после 1356), вышла замуж за Михаила IV Асена.
- Иоанн V Палеолог (18 июня 1332 — 16 февраля 1391) — византийский император.
- Михаил Палеолог (1337 — до 1370) — деспот.
- Мария Палеолог (ум. 6 августа 1384), вышла замуж за Франческо I Лесбоского.

Кроме того, у Андроника III была незаконнорождённая дочь
- Ирина Палеологиня (1315 — после 1341), которая вышла замуж за Василия Комнина, императора Трапезунда

## Русская литература
- Андроник III Палеолог : [арх. 3 января 2023] / Жаворонков П. И. // А — Анкетирование [Электронный ресурс]. — 2005. — (Большая российская энциклопедия : [в 35 т.] / гл. ред. Ю. С. Осипов ; 2004—2017, т. 1). — ISBN 5-85270-329-X.
- Сказкин С. Д. История Византии. — Москва: Наука, 1967. — Т. 3. — 508 с.
- Успенский, Фёдор Иванович. История Византийской империи. Расцвет. Крушение. — Москва: АСТ, 2011. — 1008 с. — ISBN 978-5-17-072040-8.
- Острогорский Г. А. История Византийского государства. — Москва: Сибирская Благозвонница, 2011. — 913 с. — ISBN 978-5-91362-458-1.
- Рустан Рахманалиев. Империя тюрков. Великая цивилизация. — Москва: Прогрес РК, 2009. Архивировано 1 июля 2020 года.
- Александр Каждан, Геннадий Литаврин. ОЧЕРКИ ИСТОРИИ ВИЗАНТИИ И ЮЖНЫХ СЛАВЯН. — 1958. Архивировано 1 ноября 2019 года.
- В. А. Сметанин. Расходы Византии на армию и флот (1282—1453 гг.). — 1975. Архивировано 11 августа 2017 года.
- Дашков С.Б. Андроник III Палеолог // Императоры Византии. — М.: Красная площадь, 1997. — 558 с. — ISBN 5-87305-002-3.

## Зарубежная литература
- Григора Никифор. Римская история, начинающаяся со взятия Константинополя латинянами. Т. 1. Книга 10, глава 4. — XIV век.
- Константин Иречек. История на българите. — 1978. Архивировано 31 октября 2019 года.
- Римская история Григоры. — СПб., 1862. — Т. 1.
- Nicol, Donald MacGillivray. The Despotate of Epiros 1267–1479: A Contribution to the History of Greece in the Middle Ages (англ.). — Cambridge: Cambridge University Press, 2010. — ISBN 978-0-521-13089-9.
- Джонатан Харрис. Византия: История исчезнувшей империи. — 2015. — ISBN 9785916717556. Архивировано 2 ноября 2019 года.
- Джон Джулиус Норвич. История Византии. — Москва: АСТ, 2011. — ISBN 978-5-17-050648-4. Архивировано 21 февраля 2022 года.
- Fine. The Late Medieval Balkans. — 1994.
- Bartusis M. The Late Byzantine Army.
- Runciman S. Lost Capital of Byzantium: The History of Mistra and the Peloponnese. — 2009. — 168 p. Архивировано 5 января 2022 года.